# Església parroquial de Sant Climent de Llobregat
L'Església parroquial de Sant Climent de Llobregat és un temple que forma part de l'Inventari del Patrimoni Arquitectònic de Catalunya. Petrany a l'arxiprestat de Bruguers i al Bisbat de Sant Feliu de Llobregat.

## Descripció
És una edificació d'una sola nau, orientada al revés (l'altar se situa a ponent), amb vuit trams. El darrer tram és el presbiteri i el primer el cor (a la dreta del qual hi ha la capella amb la pila baptismal) i els tres trams intermedis tenen cadascun una capella a cada banda oberta per arcs de mig punt. El tram central és una mica més ample, a manera de fals transsepte. La nau es cobreix amb una falsa volta d'arestes (i també les capelles laterals); reforçada per arcs torals que neixen de sobre unes pilastres d'ordre clàssic adossades als murs. Els seus capitells formen un ressalt de l'entaulament motllurat que hi ha al punt d'arrencada de la volta. El portal, al mig de la façana de llevant, és rectangular amb una fina motllura a l'intradós, resseguint-ne la forma.
El campanar té forma de torre de planta gairebé quadrada de 3 x 3,5 metres. Conserva dos pisos romànics, el més baix, de 2,8 metres, per sobre del nivell actual del pati de l'església, és més antic que el primer. El pis inferior té una petita finestra d'arc de mig punt i doble esplandit a migdia, és construït amb pedres i lloses de llicorella i ornamentat amb unes lesenes construïdes amb carreus de pedra rogenca que un bon tros més amunt s'enllacen amb uns arcs llombards. El següent pis tenia finestres als quatre costats, de mig punt sense esplandit, d'uns 75 centímetres d'amplada i 1,65 metres d'alçada, alguna de les quals és ornada amb uns dauets a la línia de l'intradós. Aquest pis és bastit amb carreus de pedra rogenca, tallats i agrupats en filades regulars segons l'alçada. La part interior del campanar fou molt reformada el 1735 arran de la col·locació del rellotge. Aleshores es bastí el pis superior per a allotjar-hi les campanes i es feu l'escala de cargol interior, modificant tots els nivells i tapiant algunes finestres. El remat piramidal amb ceràmica vidriada és de vers el 1900.
Destaquen les claus de volta, petites claus, probablement de capelles laterals, de pedra calcària blanca, una amb un Sant Sebastià i l'altra amb la Mare de Déu del Roser, la qual inusualment porta el nen amb la mà dreta. Una orla o rosari al voltant identifica la Verge, de cos rodó i amb vestit amb plecs. El cap no s'ha conservat i la clau té tota la part esquerra trencada. El Sant Sebastià és lligat als troncs, va nu de cintura en amunt i duu nimbe. També té els braços malmesos i la clau està trencada.

## Història

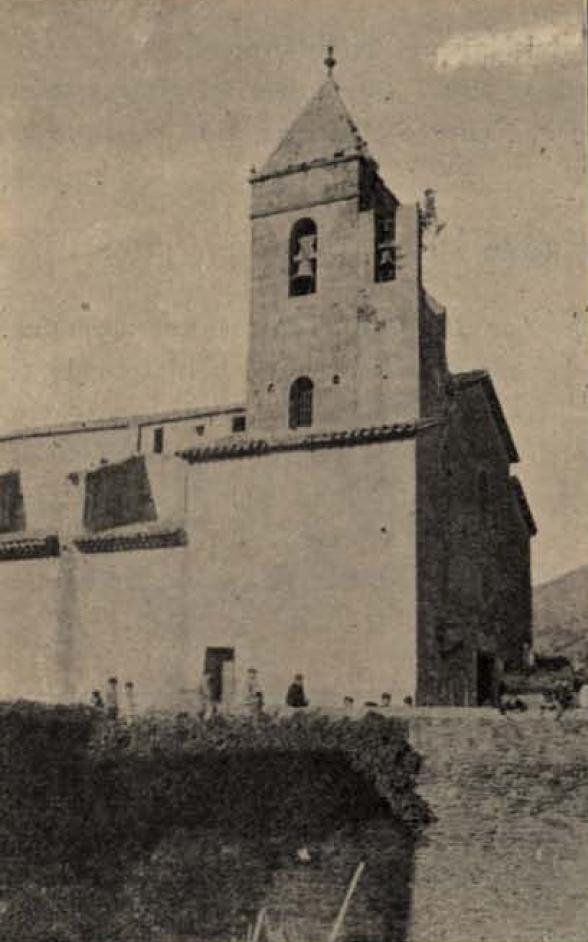
Fotografia anterior al 1898

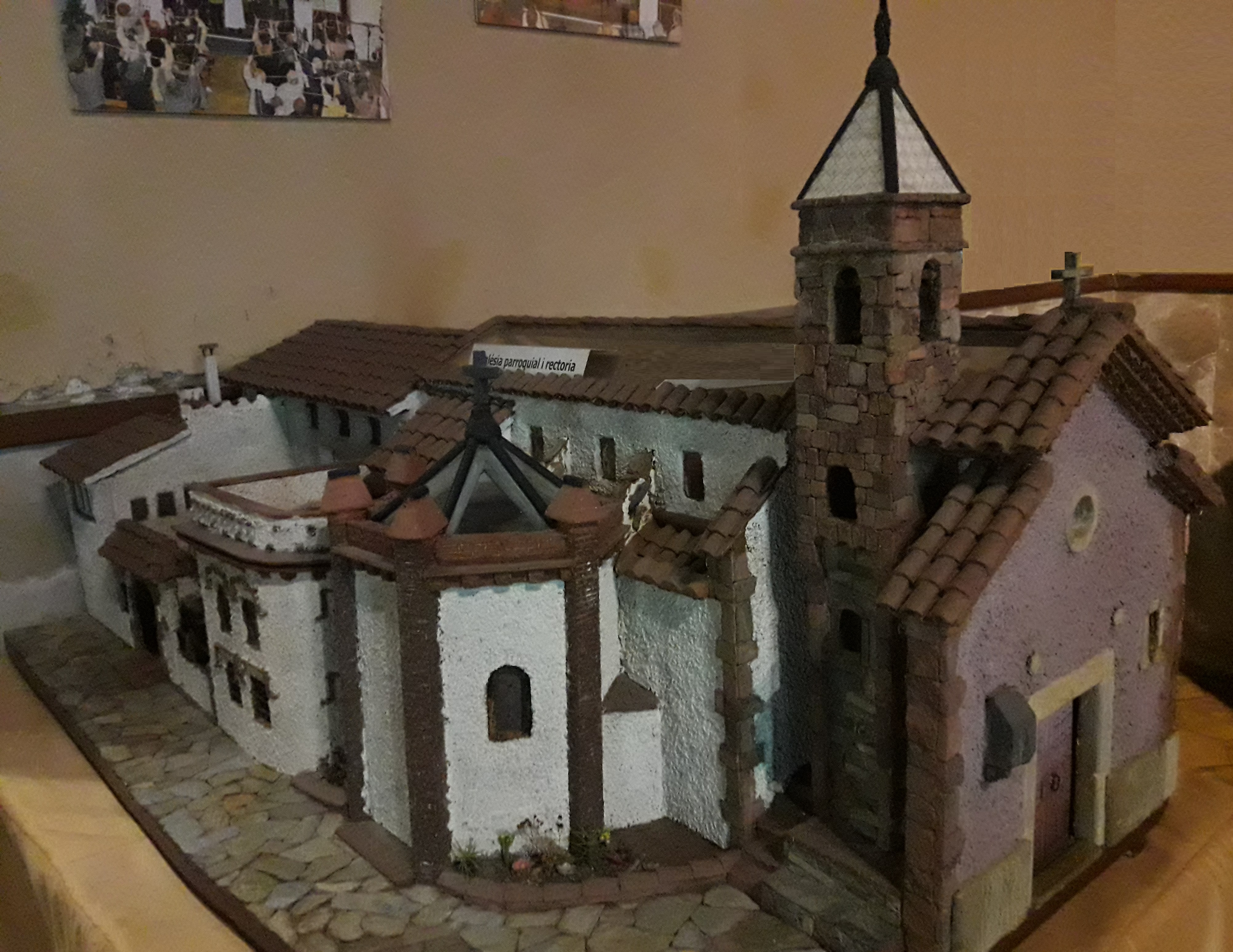
Maqueta

Té el seu origen en el segle x, quan es va aixecar el temple original, i va ser reformada en època romànica, a mitjans del segle xi. Al segle xviii va ser totalment reconstruïda canviant l'orientació de l'antic temple. Es tracta d'una església d'una sola nau. A la porta d'entrada figura la data de 1704 i el 1734 es van fer obres al campanar.
De la primera església de Sant Climent, construïda en el segle x, només resta una part del campanar, l'únic campanar de torre romànic conservat sencer en tot el Baix Llobregat. El primer pis s'edificà al segle xi, amb carreus vermells al voltant del mur de llicorella i els arcs llombards característics del primer romànic. Al segon pis, del segle xii, els carreus de pedra vermella envolten quatre finestres amb arc de mig punt i d'àmplia obertura. El tercer pis del campanar es va edificar damunt de l'antic campanar romànic al segle xviii, en el moment en què l'església es va haver de reconstruir per part dels veïns del poble.
En el segle XIV es tornà a aixecar l'església després d'un incendi. I a finals del segle xvii de nou una desgràcia fa que s'hagi d'alçar un nou temple. És el que ens trobem actualment, amb planta basilical i amb sis altars laterals, només modificat per la construcció de la capella del Santíssim, projectada per Josep Amargós i erigida al costat del campanar amb un estil neogòtic proper al modernisme, beneïda l'any 1900 i que compta amb una volta gòtica de vuit costats, decorats amb sanefes i pintures.
La Guerra Civil espanyola va portar la crema de l'altar barroc que presidia l'església i de les imatges dels sants que hi havia.